# ATP Tour 2020
L'ATP Tour 2020 è un insieme di tornei organizzati dall'ATP divisi in quattro categorie: tornei del Grande Slam, Masters 1000, 500 e 250. Il programma comprendeva anche i tornei organizzati dalla ITF: la Coppa Davis, le ATP Finals, le Next Generation ATP Finals e l'ATP Cup. Infine per quest'anno doveva essere disputato anche il torneo delle Olimpiadi.
Il programma ha subito profonde modifiche a causa della pandemia di COVID-19, con l'interruzione di tutte le attività tra marzo e agosto; alcuni tornei hanno subito la cancellazione e altri sono stati spostati. I tornei in programma fino a febbraio sono stati regolarmente disputati e l'ultima manifestazione prima dell'interruzione sono state le qualificazioni di Coppa Davis terminate il 7 marzo. I Masters 1000 annullati sono stati quelli di Indian Wells, Miami, Monte-Carlo, Madrid, Toronto e Shanghai. L'unico Slam annullato è stato il torneo di Wimbledon, insieme all'intera stagione su erba e a diversi altri tornei sulle altre superfici. Sono state inoltre annullate le Next Generation ATP Finals.
A metà giugno è stato riorganizzato per la prima volta il calendario, ma visto l'evolversi della pandemia un nuovo calendario è stato diramato a metà agosto. La Laver Cup, le Olimpiadi e le finali di Davis sono state rimandate al 2021. L'ATP ha congelato i punteggi e le posizioni del ranking ATP durante l'interruzione e ha disposto che dopo la ripresa delle attività nessun tennista perda punti nel ranking fino alla fine della stagione, lasciando però la possibilità di migliorare il proprio punteggio con i risultati ottenuti nei tornei disputati.

## Calendario
Questo è il calendario completo degli eventi del 2020, con i risultati in progressione dai quarti di finale.
Legenda
| Grande Slam           |
| ATP Finals            |
| Giochi olimpici       |
| ATP Tour Masters 1000 |
| ATP Tour 500          |
| ATP Tour 250          |
| Evento a squadre      |

### Gennaio
| Settimana             | Torneo | Campioni                                          | Finalisti                          | Semifinalisti                    | Eliminati ai quarti di finale                                         |
| --------------------- | --- | ------------------------------------------------- | ---------------------------------- | -------------------------------- | --------------------------------------------------------------------- |
| 6 gennaio             | ATP Cup Brisbane, Perth e Sydney, Australia Torneo a squadre misto 15 000 000 $ - Cemento - 24 squadre (RR)                     | Serbia 2-1                                        | Spagna                             | Russia Australia                 | Canada Argentina Regno Unito Belgio                                   |
| 6 gennaio             | Qatar Open Doha, Qatar ATP World Tour 250 1 465 260 $ - Cemento - 28S/16Q/16D Singolare - Doppio                                | Andrey Rublev 6-2, 7–6(3)                         | Corentin Moutet                    | Stan Wawrinka Miomir Kecmanović  | Aljaž Bedene Fernando Verdasco Márton Fucsovics Pierre-Hugues Herbert |
| 6 gennaio             | Qatar Open Doha, Qatar ATP World Tour 250 1 465 260 $ - Cemento - 28S/16Q/16D Singolare - Doppio                                | Rohan Bopanna Wesley Koolhof 3-6, 6-2, [10-6]     | Santiago González Luke Bambridge   | Stan Wawrinka Miomir Kecmanović  | Aljaž Bedene Fernando Verdasco Márton Fucsovics Pierre-Hugues Herbert |
| 13 gennaio            | Adelaide International Adelaide, Australia ATP World Tour 250 610 010 $ - Cemento - 28S/16Q/16D Singolare - Doppio              | Andrey Rublev 6-3, 6-0                            | Lloyd Harris                       | Tommy Paul Félix Auger-Aliassime | Albert Ramos Viñolas Pablo Carreño Busta Daniel Evans Alex Bolt       |
| 13 gennaio            | Adelaide International Adelaide, Australia ATP World Tour 250 610 010 $ - Cemento - 28S/16Q/16D Singolare - Doppio              | Máximo González Fabrice Martin 7–6(12), 6-3       | Ivan Dodig Filip Polášek           | Tommy Paul Félix Auger-Aliassime | Albert Ramos Viñolas Pablo Carreño Busta Daniel Evans Alex Bolt       |
| 13 gennaio            | Auckland Open Auckland, Nuova Zelanda ATP World Tour 250 610 010 $ - Cemento - 28S/16Q/16D Singolare - Doppio                   | Ugo Humbert 7–6(2), 3-6, 7–6(5)                   | Benoît Paire                       | Hubert Hurkacz John Isner        | Feliciano López John Millman Kyle Edmund Denis Shapovalov             |
| 13 gennaio            | Auckland Open Auckland, Nuova Zelanda ATP World Tour 250 610 010 $ - Cemento - 28S/16Q/16D Singolare - Doppio                   | Luke Bambridge Ben McLachlan 7–6(3), 6-3          | Marcus Daniell Philipp Oswald      | Hubert Hurkacz John Isner        | Feliciano López John Millman Kyle Edmund Denis Shapovalov             |
| 20 gennaio 27 gennaio | Australian Open Melbourne, Australia Grande Slam 32 505 000 AU$ - Cemento - 128S/128Q/64D/32X Singolare - Doppio - Doppio misto | Novak Đoković 6-4, 4-6, 2-6, 6-3, 6-4             | Dominic Thiem                      | Alexander Zverev Roger Federer   | Rafael Nadal Stan Wawrinka Tennys Sandgren Milos Raonic               |
| 20 gennaio 27 gennaio | Australian Open Melbourne, Australia Grande Slam 32 505 000 AU$ - Cemento - 128S/128Q/64D/32X Singolare - Doppio - Doppio misto | Rajeev Ram Joe Salisbury 6-4, 6-2                 | Max Purcell Luke Saville           | Alexander Zverev Roger Federer   | Rafael Nadal Stan Wawrinka Tennys Sandgren Milos Raonic               |
| 20 gennaio 27 gennaio | Australian Open Melbourne, Australia Grande Slam 32 505 000 AU$ - Cemento - 128S/128Q/64D/32X Singolare - Doppio - Doppio misto | Barbora Krejčíková Nikola Mektić 5-7, 6-4, [10-1] | Bethanie Mattek-Sands Jamie Murray | Alexander Zverev Roger Federer   | Rafael Nadal Stan Wawrinka Tennys Sandgren Milos Raonic               |

### Febbraio
| Settimana   | Torneo | Campioni                                                        | Finalisti                            | Semifinalisti                          | Eliminati ai quarti di finale                                          |
| ----------- | --- | --------------------------------------------------------------- | ------------------------------------ | -------------------------------------- | ---------------------------------------------------------------------- |
| 3 febbraio  | Open Sud de France Montpellier, Francia ATP World Tour 250 606 350 € - Cemento (i) - 28S/16Q/16D Singolare - Doppio             | Gaël Monfils 7-5, 6-3                                           | Vasek Pospisil                       | Filip Krajinović David Goffin          | Norbert Gombos Grégoire Barrère Richard Gasquet Pierre-Hugues Herbert  |
| 3 febbraio  | Open Sud de France Montpellier, Francia ATP World Tour 250 606 350 € - Cemento (i) - 28S/16Q/16D Singolare - Doppio             | Nikola Ćaćić Mate Pavić 6-4, 6(4)–7, [10-4]                     | Dominic Inglot Aisam-ul-Haq Qureshi  | Filip Krajinović David Goffin          | Norbert Gombos Grégoire Barrère Richard Gasquet Pierre-Hugues Herbert  |
| 3 febbraio  | Maharashtra Open Pune, India ATP World Tour 250 610 010 $ - Cemento - 28S/16Q/16D Singolare - Doppio                            | Jiří Veselý 7–6(2), 5-7, 6-3                                    | Egor Gerasimov                       | James Duckworth Ričardas Berankis      | Roberto Marcora Kwon Soon-woo Il'ja Ivaška Yūichi Sugita               |
| 3 febbraio  | Maharashtra Open Pune, India ATP World Tour 250 610 010 $ - Cemento - 28S/16Q/16D Singolare - Doppio                            | André Göransson Christopher Rungkat 6-2, 3-6, [10-8]            | Jonathan Erlich Andrėj Vasileŭski    | James Duckworth Ričardas Berankis      | Roberto Marcora Kwon Soon-woo Il'ja Ivaška Yūichi Sugita               |
| 3 febbraio  | Córdoba Open Córdoba, Argentina ATP World Tour 250 610 010 $ - Terra rossa - 28S/16Q/16D Singolare - Doppio                     | Cristian Garín 2-6, 6-4, 6-0                                    | Diego Schwartzman                    | Laslo Djere Andrej Martin              | Albert Ramos Viñolas Juan Ignacio Londero Pablo Cuevas Corentin Moutet |
| 3 febbraio  | Córdoba Open Córdoba, Argentina ATP World Tour 250 610 010 $ - Terra rossa - 28S/16Q/16D Singolare - Doppio                     | Marcelo Demoliner Matwé Middelkoop 6-3, 7–6(4)                  | Leonardo Mayer Andrés Molteni        | Laslo Djere Andrej Martin              | Albert Ramos Viñolas Juan Ignacio Londero Pablo Cuevas Corentin Moutet |
| 10 febbraio | Rotterdam Open Rotterdam, Paesi Bassi ATP World Tour 500 2 155 295 € - Cemento (i) - 32S/16Q/16D Singolare - Doppio             | Gaël Monfils 6-2, 6-4                                           | Félix Auger-Aliassime                | Filip Krajinović Pablo Carreño Busta   | Andrey Rublev Daniel Evans Jannik Sinner Aljaž Bedene                  |
| 10 febbraio | Rotterdam Open Rotterdam, Paesi Bassi ATP World Tour 500 2 155 295 € - Cemento (i) - 32S/16Q/16D Singolare - Doppio             | Pierre-Hugues Herbert Nicolas Mahut 7–6(5), 4-6, [10-7]         | Henri Kontinen Jan-Lennard Struff    | Filip Krajinović Pablo Carreño Busta   | Andrey Rublev Daniel Evans Jannik Sinner Aljaž Bedene                  |
| 10 febbraio | New York Open New York, Stati Uniti ATP World Tour 250 804 180 $ - Cemento (i) - 28S/16Q/16D Singolare - Doppio                 | Kyle Edmund 7-5, 6-1                                            | Andreas Seppi                        | Jason Jung Miomir Kecmanović           | Jordan Thompson Reilly Opelka Ugo Humbert Kwon Soon-woo                |
| 10 febbraio | New York Open New York, Stati Uniti ATP World Tour 250 804 180 $ - Cemento (i) - 28S/16Q/16D Singolare - Doppio                 | Dominic Inglot Aisam-ul-Haq Qureshi 7–6(5), 7–6(6)              | Steve Johnson Reilly Opelka          | Jason Jung Miomir Kecmanović           | Jordan Thompson Reilly Opelka Ugo Humbert Kwon Soon-woo                |
| 10 febbraio | Argentina Open Buenos Aires, Argentina ATP World Tour 250 696 280 $ - Terra rossa - 28S/16Q/16D Singolare - Doppio              | Casper Ruud 6-1, 6-4                                            | Pedro Sousa                          | Diego Schwartzman Juan Ignacio Londero | Pablo Cuevas Thiago Monteiro Dušan Lajović Guido Pella                 |
| 10 febbraio | Argentina Open Buenos Aires, Argentina ATP World Tour 250 696 280 $ - Terra rossa - 28S/16Q/16D Singolare - Doppio              | Marcel Granollers Horacio Zeballos 6-4, 5-7, [18-16]            | Guillermo Durán Juan Ignacio Londero | Diego Schwartzman Juan Ignacio Londero | Pablo Cuevas Thiago Monteiro Dušan Lajović Guido Pella                 |
| 17 febbraio | Rio Open Rio de Janeiro, Brasile ATP World Tour 500 1 915 485 $ - Terra rossa - 32S/16Q/16D Singolare - Doppio                  | Cristian Garín 7–6(3), 7-5                                      | Gianluca Mager                       | Attila Balázs Borna Ćorić              | Dominic Thiem Pedro Martínez Federico Coria Lorenzo Sonego             |
| 17 febbraio | Rio Open Rio de Janeiro, Brasile ATP World Tour 500 1 915 485 $ - Terra rossa - 32S/16Q/16D Singolare - Doppio                  | Marcel Granollers Horacio Zeballos 6-4, 5-7, [10-7]             | Salvatore Caruso Federico Gaio       | Attila Balázs Borna Ćorić              | Dominic Thiem Pedro Martínez Federico Coria Lorenzo Sonego             |
| 17 febbraio | Open 13 Provence Marsiglia, Francia ATP World Tour 250 769 670 € - Cemento (i) - 28S/16Q/16D Singolare - Doppio                 | Stefanos Tsitsipas 6-3, 6-4                                     | Félix Auger-Aliassime                | Gilles Simon Alexander Bublik          | Daniil Medvedev Jahor Herasimaŭ Denis Shapovalov Vasek Pospisil        |
| 17 febbraio | Open 13 Provence Marsiglia, Francia ATP World Tour 250 769 670 € - Cemento (i) - 28S/16Q/16D Singolare - Doppio                 | Nicolas Mahut Vasek Pospisil 6-3, 6-4                           | Wesley Koolhof Nikola Mektić         | Gilles Simon Alexander Bublik          | Daniil Medvedev Jahor Herasimaŭ Denis Shapovalov Vasek Pospisil        |
| 17 febbraio | Delray Beach Open Delray Beach, Stati Uniti ATP World Tour 250 673 655 $ - Cemento - 32S/16Q/16D Singolare - Doppio             | Reilly Opelka 7-5, 6(4)–7, 6-2                                  | Yoshihito Nishioka                   | Ugo Humbert Milos Raonic               | Frances Tiafoe Brandon Nakashima Kwon Soon-woo Steve Johnson           |
| 17 febbraio | Delray Beach Open Delray Beach, Stati Uniti ATP World Tour 250 673 655 $ - Cemento - 32S/16Q/16D Singolare - Doppio             | Bob Bryan Mike Bryan 3-6, 7-5, [10-5]                           | Luke Bambridge Ben McLachlan         | Ugo Humbert Milos Raonic               | Frances Tiafoe Brandon Nakashima Kwon Soon-woo Steve Johnson           |
| 24 febbraio | Dubai Tennis Championships Dubai, Emirati Arabi Uniti ATP World Tour 500 2 950 420 $ - Cemento - 32S/16Q/16D Singolare - Doppio | Novak Đoković 6-3, 6-4                                          | Stefanos Tsitsipas                   | Gaël Monfils Daniel Evans              | Karen Khachanov Richard Gasquet Andrey Rublev Jan-Lennard Struff       |
| 24 febbraio | Dubai Tennis Championships Dubai, Emirati Arabi Uniti ATP World Tour 500 2 950 420 $ - Cemento - 32S/16Q/16D Singolare - Doppio | John Peers Michael Venus 6-3, 6-2                               | Raven Klaasen Oliver Marach          | Gaël Monfils Daniel Evans              | Karen Khachanov Richard Gasquet Andrey Rublev Jan-Lennard Struff       |
| 24 febbraio | Abierto Mexicano de Tenis Acapulco, Messico ATP World Tour 500 2 000 845 $ - Cemento - 32S/16Q/16D Singolare - Doppio           | Rafael Nadal 6-3, 6-2                                           | Taylor Fritz                         | Grigor Dimitrov John Isner             | Kwon Soon-woo Stan Wawrinka Kyle Edmund Tommy Paul                     |
| 24 febbraio | Abierto Mexicano de Tenis Acapulco, Messico ATP World Tour 500 2 000 845 $ - Cemento - 32S/16Q/16D Singolare - Doppio           | Łukasz Kubot Marcelo Melo 7–6(6), 6(4)–7, [11-9]                | Juan Sebastián Cabal Robert Farah    | Grigor Dimitrov John Isner             | Kwon Soon-woo Stan Wawrinka Kyle Edmund Tommy Paul                     |
| 24 febbraio | Chile Open Santiago del Cile, Cile ATP World Tour 250 674 730 $ - Terra rossa - 28S/16Q/16D Singolare - Doppio                  | Thiago Seyboth Wild 7-5, 4-6, 6-3                               | Casper Ruud                          | Renzo Olivo Albert Ramos Viñolas       | Cristian Garín Hugo Dellien Thiago Monteiro Federico Delbonis          |
| 24 febbraio | Chile Open Santiago del Cile, Cile ATP World Tour 250 674 730 $ - Terra rossa - 28S/16Q/16D Singolare - Doppio                  | Roberto Carballés Baena Alejandro Davidovich Fokina 7–6(3), 6-1 | Marcelo Arévalo Jonny O'Mara         | Renzo Olivo Albert Ramos Viñolas       | Cristian Garín Hugo Dellien Thiago Monteiro Federico Delbonis          |

### Marzo
| Settimana | Torneo | Vincitori Spareggi | Perdenti spareggio                                                                                               |
| --------- | --- | --- | --- |
| 2 marzo   | Coppa Davis - Qualificazioni Zagabria, Croazia - Cemento (i) Debrecen, Ungheria - Cemento (i) Bogotà, Colombia - Terra rossa (i) Honolulu, Stati Uniti d'America - Cemento (i) Adelaide, Australia - Cemento Cagliari, Italia - Terra rossa Düsseldorf, Germania - Cemento (i) Nur-Sultan, Kazakistan - Cemento (i) Bratislava, Slovacchia - Terra rossa (i) Premstätten, Austria - Cemento (i) Miki, Giappone - Cemento (i) Stoccolma, Svezia - Cemento (i) | Croazia 3–1 Ungheria 3–2 Colombia 3–1 Stati Uniti 4–0 Australia 3–1 Italia 4–0 Germania 4–1 Kazakistan 3–1 Rep. Ceca 3–1 Austria 3–1 Ecuador 3–0 Svezia 3–1 | India Belgio Argentina Uzbekistan Brasile Corea del Sud Bielorussia Paesi Bassi Slovacchia Uruguay Giappone Cile |

### Agosto
| Settimana             | Torneo | Campione/i                                  | Finalista/i                  | Semifinalisti                            | Eliminati ai quarti di finale                                     |
| --------------------- | --- | ------------------------------------------- | ---------------------------- | ---------------------------------------- | ----------------------------------------------------------------- |
| 24 agosto             | Cincinnati Open Cincinnati, Stati Uniti ATP World Tour Masters 1000 4 674 780 $ - Cemento - 56S/28Q/24D Singolare - Doppio | Novak Đoković 1-6, 6-3, 6-4                 | Milos Raonic                 | Roberto Bautista Agut Stefanos Tsitsipas | Jan-Lennard Struff Daniil Medvedev Reilly Opelka Filip Krajinović |
| 24 agosto             | Cincinnati Open Cincinnati, Stati Uniti ATP World Tour Masters 1000 4 674 780 $ - Cemento - 56S/28Q/24D Singolare - Doppio | Pablo Carreño Busta Alex de Minaur 6-2, 7-5 | Jamie Murray Neal Skupski    | Roberto Bautista Agut Stefanos Tsitsipas | Jan-Lennard Struff Daniil Medvedev Reilly Opelka Filip Krajinović |
| 31 agosto 7 settembre | US Open New York, Stati Uniti Grande Slam 21 656 000 $ - Cemento 128S/128Q/64D/32X Singolare - Doppio                      | Dominic Thiem 2-6, 4-6, 6-4, 6-3, 7–6(6)    | Alexander Zverev             | Pablo Carreño Busta Daniil Medvedev      | Denis Shapovalov Borna Ćorić Andrej Rublev Alex de Minaur         |
| 31 agosto 7 settembre | US Open New York, Stati Uniti Grande Slam 21 656 000 $ - Cemento 128S/128Q/64D/32X Singolare - Doppio                      | Mate Pavić Bruno Soares 7-5, 6-3            | Wesley Koolhof Nikola Mektić | Pablo Carreño Busta Daniil Medvedev      | Denis Shapovalov Borna Ćorić Andrej Rublev Alex de Minaur         |

### Settembre
| Settimana              | Torneo | Campione/i                                          | Finalista/i                        | Semifinalisti                        | Eliminati ai quarti di finale                                           |
| ---------------------- | --- | --------------------------------------------------- | ---------------------------------- | ------------------------------------ | ----------------------------------------------------------------------- |
| 7 settembre            | Generali Open Kitzbühel, Austria ATP World Tour 250 400 335 € - Terra rossa - 28S/16Q/16D Singolare - Doppio                    | Miomir Kecmanović 6-4, 6-4                          | Yannick Hanfmann                   | Marc-Andrea Hüsler Laslo Đere        | Feliciano López Federico Delbonis Maximilian Marterer Diego Schwartzman |
| 7 settembre            | Generali Open Kitzbühel, Austria ATP World Tour 250 400 335 € - Terra rossa - 28S/16Q/16D Singolare - Doppio                    | Austin Krajicek Franko Škugor 7–6(5), 7-5           | Marcel Granollers Horacio Zeballos | Marc-Andrea Hüsler Laslo Đere        | Feliciano López Federico Delbonis Maximilian Marterer Diego Schwartzman |
| 14 settembre           | Internazionali BNL d'Italia Roma, Italia ATP World Tour Masters 1000 3 854 000 € - Terra rossa - 56S/28Q/24D Singolare - Doppio | Novak Đoković 7-5, 6-3                              | Diego Schwartzman                  | Casper Ruud Denis Shapovalov         | Dominik Koepfer Matteo Berrettini Grigor Dimitrov Rafael Nadal          |
| 14 settembre           | Internazionali BNL d'Italia Roma, Italia ATP World Tour Masters 1000 3 854 000 € - Terra rossa - 56S/28Q/24D Singolare - Doppio | Marcel Granollers Horacio Zeballos 6-4, 5-7, [10-8] | Jérémy Chardy Fabrice Martin       | Casper Ruud Denis Shapovalov         | Dominik Koepfer Matteo Berrettini Grigor Dimitrov Rafael Nadal          |
| 21 settembre           | Hamburg European Open Amburgo, Germania ATP World Tour 500 1 203 960 € - Terra rossa - 32S/16Q/16D/4Q Singolare - Doppio        | Andrej Rublëv 6-4, 3-6, 7-5                         | Stefanos Tsitsipas                 | Casper Ruud Cristian Garín           | Ugo Humbert Roberto Bautista Agut Aleksandr Bublik Dušan Lajović        |
| 21 settembre           | Hamburg European Open Amburgo, Germania ATP World Tour 500 1 203 960 € - Terra rossa - 32S/16Q/16D/4Q Singolare - Doppio        | John Peers Michael Venus 6-3, 6-4                   | Ivan Dodig Mate Pavić              | Casper Ruud Cristian Garín           | Ugo Humbert Roberto Bautista Agut Aleksandr Bublik Dušan Lajović        |
| 27 settembre 5 ottobre | Open di Francia Parigi, Francia Grande Slam 18 209 040 € - Terra rossa - 128S/128Q/64D Singolare - Doppio                       | Rafael Nadal 6-0, 6-2, 7-5                          | Novak Đoković                      | Stefanos Tsitsipas Diego Schwartzman | Pablo Carreño Busta Andrej Rublëv Dominic Thiem Jannik Sinner           |
| 27 settembre 5 ottobre | Open di Francia Parigi, Francia Grande Slam 18 209 040 € - Terra rossa - 128S/128Q/64D Singolare - Doppio                       | Kevin Krawietz Andreas Mies 6-3, 7-5                | Mate Pavić Bruno Soares            | Stefanos Tsitsipas Diego Schwartzman | Pablo Carreño Busta Andrej Rublëv Dominic Thiem Jannik Sinner           |

### Ottobre
| Settimana  | Torneo | Campione/i                                       | Finalista/i                        | Semifinalisti                                     | Eliminati ai quarti di finale                                                |
| ---------- | --- | ------------------------------------------------ | ---------------------------------- | ------------------------------------------------- | ---------------------------------------------------------------------------- |
| 12 ottobre | St. Petersburg Open San Pietroburgo, Russia ATP World Tour 500 1 399 370 $ - Cemento (i) - 28S/16Q/16D Singolare - Doppio                | Andrej Rublëv 7–6(5), 6-4                        | Borna Ćorić                        | Milos Raonic Denis Shapovalov                     | Reilly Opelka Karen Chačanov Cameron Norrie Stan Wawrinka                    |
| 12 ottobre | St. Petersburg Open San Pietroburgo, Russia ATP World Tour 500 1 399 370 $ - Cemento (i) - 28S/16Q/16D Singolare - Doppio                | Jürgen Melzer Édouard Roger-Vasselin 6-2, 7–6(4) | Marcelo Demoliner Matwé Middelkoop | Milos Raonic Denis Shapovalov                     | Reilly Opelka Karen Chačanov Cameron Norrie Stan Wawrinka                    |
| 12 ottobre | bett1HULKS Indoors Colonia, Germania ATP World Tour 250 325 610 € - Cemento (i) - 28S/16Q/16D Singolare - Doppio                         | Alexander Zverev 6-3, 6-3                        | Félix Auger-Aliassime              | Alejandro Davidovich Fokina Roberto Bautista Agut | Lloyd Harris Dennis Novak Radu Albot Hubert Hurkacz                          |
| 12 ottobre | bett1HULKS Indoors Colonia, Germania ATP World Tour 250 325 610 € - Cemento (i) - 28S/16Q/16D Singolare - Doppio                         | Pierre-Hugues Herbert Nicolas Mahut 6-4, 6-4     | Łukasz Kubot Marcelo Melo          | Alejandro Davidovich Fokina Roberto Bautista Agut | Lloyd Harris Dennis Novak Radu Albot Hubert Hurkacz                          |
| 12 ottobre | Forte Village Sardegna Open Santa Margherita di Pula, Italia ATP World Tour 250 271 345 € - Terra rossa - 28S/16Q/16D Singolare - Doppio | Laslo Đere 7–6(3), 7-5                           | Marco Cecchinato                   | Danilo Petrović Lorenzo Musetti                   | Federico Delbonis Albert Ramos Viñolas Yannick Hanfmann Jiří Veselý          |
| 12 ottobre | Forte Village Sardegna Open Santa Margherita di Pula, Italia ATP World Tour 250 271 345 € - Terra rossa - 28S/16Q/16D Singolare - Doppio | Marcus Daniell Philipp Oswald 6-3, 6-4           | Juan Sebastián Cabal Robert Farah  | Danilo Petrović Lorenzo Musetti                   | Federico Delbonis Albert Ramos Viñolas Yannick Hanfmann Jiří Veselý          |
| 19 ottobre | European Open Anversa, Belgio ATP World Tour 250 472 590 € - Cemento (i) - 28S/32Q/16D Singolare - Doppio                                | Ugo Humbert 6-1, 7–6(4)                          | Alex de Minaur                     | Grigor Dimitrov Daniel Evans                      | Marcos Giron Milos Raonic Karen Chačanov Lloyd Harris                        |
| 19 ottobre | European Open Anversa, Belgio ATP World Tour 250 472 590 € - Cemento (i) - 28S/32Q/16D Singolare - Doppio                                | John Peers Michael Venus 6-3, 6-4                | Rohan Bopanna Matwé Middelkoop     | Grigor Dimitrov Daniel Evans                      | Marcos Giron Milos Raonic Karen Chačanov Lloyd Harris                        |
| 19 ottobre | bett1HULKS Championship Colonia, Germania ATP World Tour 250 325 610 € - Cemento (i) - 28S/16Q/16D Singolare - Doppio                    | Alexander Zverev 6-2, 6-1                        | Diego Schwartzman                  | Jannik Sinner Félix Auger-Aliassime               | Adrian Mannarino Gilles Simon Yoshihito Nishioka Alejandro Davidovich Fokina |
| 19 ottobre | bett1HULKS Championship Colonia, Germania ATP World Tour 250 325 610 € - Cemento (i) - 28S/16Q/16D Singolare - Doppio                    | Raven Klaasen Ben McLachlan 6-2, 6-4             | Kevin Krawietz Andreas Mies        | Jannik Sinner Félix Auger-Aliassime               | Adrian Mannarino Gilles Simon Yoshihito Nishioka Alejandro Davidovich Fokina |
| 26 ottobre | Vienna Open Vienna, Austria ATP World Tour 500 1 550 950 € - Cemento (i) - 32S/16Q/16D Singolare - Doppio                                | Andrej Rublëv 6-4, 6-4                           | Lorenzo Sonego                     | Daniel Evans Kevin Anderson                       | Novak Đoković Grigor Dimitrov Daniil Medvedev Dominic Thiem                  |
| 26 ottobre | Vienna Open Vienna, Austria ATP World Tour 500 1 550 950 € - Cemento (i) - 32S/16Q/16D Singolare - Doppio                                | Łukasz Kubot Marcelo Melo 7–6(5), 7-5            | Jamie Murray Neal Skupski          | Daniel Evans Kevin Anderson                       | Novak Đoković Grigor Dimitrov Daniil Medvedev Dominic Thiem                  |
| 26 ottobre | Astana Open Nur-Sultan, Kazakistan ATP World Tour 250 337 000 $ - Cemento (i) - 28S/16Q/16D Singolare - Doppio                           | John Millman 7-5, 6-1                            | Adrian Mannarino                   | Emil Ruusuvuori Frances Tiafoe                    | Michail Kukuškin Mackenzie McDonald Tommy Paul Jahor Herasimaŭ               |
| 26 ottobre | Astana Open Nur-Sultan, Kazakistan ATP World Tour 250 337 000 $ - Cemento (i) - 28S/16Q/16D Singolare - Doppio                           | Sander Gillé Joran Vliegen 7-5, 6-3              | Max Purcell Luke Saville           | Emil Ruusuvuori Frances Tiafoe                    | Michail Kukuškin Mackenzie McDonald Tommy Paul Jahor Herasimaŭ               |

### Novembre
| Settimana   | Torneo | Campione/i                                                  | Finalista/i                          | Semifinalisti                    | Eliminati ai quarti di finale                                                                                        |
| ----------- | --- | ----------------------------------------------------------- | ------------------------------------ | -------------------------------- | --- |
| 2 novembre  | Paris Masters Parigi, Francia ATP World Tour Masters 1000 4 289 970 € - Cemento (i) - 48S/24Q/24D Singolare - Doppio | Daniil Medvedev 5-7, 6-4, 6-1                               | Alexander Zverev                     | Rafael Nadal Milos Raonic        | Pablo Carreño Busta Stan Wawrinka Diego Schwartzman Ugo Humbert                                                      |
| 2 novembre  | Paris Masters Parigi, Francia ATP World Tour Masters 1000 4 289 970 € - Cemento (i) - 48S/24Q/24D Singolare - Doppio | Félix Auger-Aliassime Hubert Hurkacz 6(3)–7, 7–6(7), [10-2] | Mate Pavić Bruno Soares              | Rafael Nadal Milos Raonic        | Pablo Carreño Busta Stan Wawrinka Diego Schwartzman Ugo Humbert                                                      |
| 9 novembre  | Sofia Open Sofia, Bulgaria ATP World Tour 250 389 270 € - Cemento (i) - 28S/16Q/16D Singolare - Doppio               | Jannik Sinner 6-4, 3-6, 7–6(3)                              | Vasek Pospisil                       | Adrian Mannarino Richard Gasquet | Radu Albot Alex de Minaur John Millman Salvatore Caruso                                                              |
| 9 novembre  | Sofia Open Sofia, Bulgaria ATP World Tour 250 389 270 € - Cemento (i) - 28S/16Q/16D Singolare - Doppio               | Jamie Murray Neal Skupski Walkover                          | Jürgen Melzer Édouard Roger-Vasselin | Adrian Mannarino Richard Gasquet | Radu Albot Alex de Minaur John Millman Salvatore Caruso                                                              |
| 15 novembre | Nitto ATP Finals Londra, Gran Bretagna ATP Finals 5 700 000 $ - Cemento (i) - 8S/8D (RR) Singolare - Doppio          | Daniil Medvedev 4-6, 7–6(2), 6-4                            | Dominic Thiem                        | Rafael Nadal Novak Đoković       | Round Robin Gruppo Tokyo 1970 Alexander Zverev Diego Schwartzman Gruppo Londra 2020 Stefanos Tsitsipas Andrej Rublëv |
| 15 novembre | Nitto ATP Finals Londra, Gran Bretagna ATP Finals 5 700 000 $ - Cemento (i) - 8S/8D (RR) Singolare - Doppio          | Wesley Koolhof Nikola Mektić 6-2, 3-6, [10-5]               | Jürgen Melzer Édouard Roger-Vasselin | Rafael Nadal Novak Đoković       | Round Robin Gruppo Tokyo 1970 Alexander Zverev Diego Schwartzman Gruppo Londra 2020 Stefanos Tsitsipas Andrej Rublëv |

### Cancellazioni e spostamenti
| Data               | Torneo | Esito                                                    |
| ------------------ | --- | -------------------------------------------------------- |
| 9 marzo            | Indian Wells Open Indian Wells, Stati Uniti ATP World Tour Masters 1000 9 735 685 $ - Cemento - 96S/48Q/32D                 | Annullati per via della pandemia di COVID-19.            |
| 23 marzo           | Miami Open Miami, Stati Uniti ATP World Tour Masters 1000 9 735 685 $ - Cemento - 96S/48Q/32D                               | Annullati per via della pandemia di COVID-19.            |
| 6 aprile           | U.S. Men's Clay Court Championships Houston, Stati Uniti d'America ATP World Tour 250 674 430 $ - Terra rossa - 28S/16Q/16D | Annullati per via della pandemia di COVID-19.            |
| 6 aprile           | Grand Prix Hassan II Marrakech, Marocco ATP World Tour 250 606 350 € - Terra rossa - 28S/16Q/16D                            | Annullati per via della pandemia di COVID-19.            |
| 13 aprile          | Monte Carlo Masters Monte Carlo, Principato di Monaco ATP World Tour Masters 1000 5 961 830 € - Terra rossa - 56S/28Q/24D   | Annullati per via della pandemia di COVID-19.            |
| 20 aprile          | Barcelona Open Barcellona, Spagna ATP World Tour 500 2 803 865 € - Terra rossa - 48S/24QS/16D                               | Annullati per via della pandemia di COVID-19.            |
| 20 aprile          | Hungarian Open Budapest, Ungheria ATP World Tour 250 606 350 € - Terra rossa - 28S/16Q/16D                                  | Annullati per via della pandemia di COVID-19.            |
| 27 aprile          | Estoril Open Cascais, Portogallo ATP World Tour 250 606 350 € - Terra rossa - 28S/16Q/16D                                   | Annullati per via della pandemia di COVID-19.            |
| 27 aprile          | Internazionali di Tennis di Baviera Monaco di Baviera, Germania ATP World Tour 250 606 350 € - Terra rossa - 28S/16Q/16D    | Annullati per via della pandemia di COVID-19.            |
| 4 maggio           | Madrid Open Madrid, Spagna ATP World Tour Masters 1000 7 659 165 € - Terra rossa - 56S/28Q/24D                              | Annullati per via della pandemia di COVID-19.            |
| 11 maggio          | Internazionali d'Italia Roma, Italia ATP World Tour Masters 1000 3 854 000 € - Terra rossa - 56S/28Q/24D                    | Spostato a settembre per via della pandemia di COVID-19. |
| 18 maggio          | Geneva Open Ginevra, Svizzera ATP World Tour 250 606 350 € - Terra rossa - 28S/16Q/16D                                      | Annullati per via della pandemia di COVID-19.            |
| 18 maggio          | Open Parc Auvergne-Rhône-Alpes Lyon Lione, Francia ATP World Tour 250 606 350 € - Terra rossa - 28S/16Q/16D                 | Annullati per via della pandemia di COVID-19.            |
| 25 maggio 1 giugno | Open di Francia Parigi, Francia Grande Slam 18 209 040 € - Terra rossa - 128S/128Q/64D/32X                                  | Spostato a settembre per via della pandemia di COVID-19. |
| 8 giugno           | Stuttgart Open Stoccarda, Germania ATP World Tour 250 780 570 € - Erba - 32S/16Q/16D                                        | Annullati per via della pandemia di COVID-19.            |
| 8 giugno           | Rosmalen Open 's-Hertogenbosch, Paesi Bassi ATP World Tour 250 735 790 € - Erba - 32S/16Q/16D                               | Annullati per via della pandemia di COVID-19.            |
| 15 giugno          | Queen's Club Championships Londra, Gran Bretagna ATP World Tour 500 2 275 960 € - Erba - 32S/32Q/24D/4Q                     | Annullati per via della pandemia di COVID-19.            |
| 15 giugno          | Halle Open Halle, Germania ATP World Tour 500 2 275 960 € - Erba - 32S/32Q/16D/4Q                                           | Annullati per via della pandemia di COVID-19.            |
| 22 giugno          | Mallorca Championships Mallorca, Spagna ATP World Tour 250 963 655 € - Erba - 28S/16Q/16D                                   | Annullati per via della pandemia di COVID-19.            |
| 22 giugno          | Eastbourne International Eastbourne, Gran Bretagna ATP World Tour 250 771 680 € - Erba - 28S/16Q/16D                        | Annullati per via della pandemia di COVID-19.            |
| 29 giugno 6 luglio | Torneo di Wimbledon Londra, Gran Bretagna Grande Slam 16 184 500 £ - Erba - 128S/128Q/64D/16Q/48X                           | Annullati per via della pandemia di COVID-19.            |
| 13 luglio          | Hamburg European Open Amburgo, Germania ATP World Tour 500 1 203 960 € - Terra rossa - 32S/16Q/16D/4Q                       | Spostato a settembre per via della pandemia di COVID-19. |
| 13 luglio          | Hall of Fame Open Newport, Stati Uniti ATP World Tour 250 674 730 $ - Erba - 28S/16Q/16D                                    | Annullati per via della pandemia di COVID-19.            |
| 13 luglio          | Swedish Open Båstad, Svezia ATP World Tour 250 606 350 € - Terra rossa - 28S/16Q/16D                                        | Annullati per via della pandemia di COVID-19.            |
| 20 luglio          | Abierto de Tenis Mifel Los Cabos, Messico ATP World Tour 250 933 625 $ - Cemento - 28S/16Q/16D                              | Annullati per via della pandemia di COVID-19.            |
| 20 luglio          | Swiss Open Gstaad Gstaad, Svizzera ATP World Tour 250 606 350 € - Terra rossa - 28S/16Q/16D                                 | Annullati per via della pandemia di COVID-19.            |
| 20 luglio          | Croatia Open Umag Umago, Croazia ATP World Tour 250 606 350 € - Terra rossa - 28S/16Q/16D                                   | Annullati per via della pandemia di COVID-19.            |
| 27 luglio          | Tennis ai Giochi della XXXII Olimpiade Tokyo, Giappone Olimpiadi Cemento - 64S/32D/16X                                      | Rinviati al 2021 per via della pandemia di COVID-19.     |
| 27 luglio          | Atlanta Open Atlanta, Stati Uniti ATP World Tour 250 804 180 $ - Cemento - 28S/16Q/16D                                      | Annullato per via della pandemia di COVID-19.            |
| 27 luglio          | Austrian Open Kitzbühel Kitzbühel, Austria ATP World Tour 250 400 335 € - Terra rossa - 28S/16Q/16D                         | Spostato a settembre per via della pandemia di COVID-19. |
| 10 agosto          | Canadian Open Toronto, Canada ATP World Tour Masters 1000 6 753 510 $ - Cemento - 56S/24Q/24D                               | Annullati per via della pandemia di COVID-19.            |
| 17 agosto          | Washington Open Washington, Stati Uniti d'America ATP World Tour 500 2 108 865 $ - Cemento - 48S/24Q/16D                    | Annullati per via della pandemia di COVID-19.            |
| 24 agosto          | Winston-Salem Open Winston-Salem, Stati Uniti ATP World Tour 250 835 020 $ - Cemento - 48S/32Q/16D                          | Annullati per via della pandemia di COVID-19.            |
| 14 settembre       | Madrid Open Madrid, Spagna ATP World Tour Masters 1000 7 659 165 € - Terra rossa - 56S/28Q/24D                              | Annullati per via della pandemia di COVID-19.            |
| 21 settembre       | Laver Cup Boston, Stati Uniti Torneo a squadre Cemento (i) - 12S                                                            | Annullati per via della pandemia di COVID-19.            |
| 21 settembre       | St. Petersburg Open San Pietroburgo, Russia ATP World Tour 250 1 314 510 € - Cemento (i) - 28S/16Q/16D                      | Spostato ad ottobre per via della pandemia di COVID-19.  |
| 21 settembre       | Moselle Open Metz, Francia ATP World Tour 250 606 350 € - Cemento (i) - 28S/16Q/16D                                         | Annullati per via della pandemia di COVID-19.            |
| 28 settembre       | Chengdu Open Chengdu, Cina ATP World Tour 250 1 255 180 $ - Cemento - 28S/16S/16D                                           | Annullati per via della pandemia di COVID-19.            |
| 28 settembre       | Zhuhai Championships Zhuhai, Cina ATP World Tour 250 1 034 655 $ - Cemento - 28S/16Q/16D                                    | Annullati per via della pandemia di COVID-19.            |
| 28 settembre       | Sofia Open Sofia, Bulgaria ATP World Tour 250 389 270 € - Cemento (i) - 28S/16Q/16D                                         | Spostato a novembre per via della pandemia di COVID-19.  |
| 5 ottobre          | China Open Pechino, Cina ATP World Tour 500 3 728 800 $ - Cemento - 32S/16Q/16D                                             | Annullati per via della pandemia di COVID-19.            |
| 5 ottobre          | Japan Open Tennis Championships Tokyo, Giappone ATP World Tour 500 2 108 865 $ - Cemento - 32S/16Q/16D                      | Annullati per via della pandemia di COVID-19.            |
| 12 ottobre         | Shanghai Masters Shanghai, Cina ATP World Tour Masters 1000 8 741 630 $ - Cemento - 56S/28Q/24D                             | Annullati per via della pandemia di COVID-19.            |
| 19 ottobre         | Kremlin Cup Mosca, Russia ATP World Tour 250 668 120 $ - Cemento (i) - 28S/16Q/16D                                          | Annullati per via della pandemia di COVID-19.            |
| 19 ottobre         | Stockholm Open Stoccolma, Svezia ATP World Tour 250 735 790 € - Cemento (i) - 28S/16Q/16D                                   | Annullati per via della pandemia di COVID-19.            |
| 26 ottobre         | Swiss Indoors Basel Basilea, Svizzera ATP World Tour 500 2 276 790 € - Cemento (i) - 32S/16Q/16D                            | Annullati per via della pandemia di COVID-19.            |
| 9 novembre         | Next Generation ATP Finals Milano, Italia Next Gen ATP Finals 1 400 000 $ - Cemento (i) - 8S (RR)                           | Annullati per via della pandemia di COVID-19.            |
| 23 novembre        | Coppa Davis - Fase finale Madrid, Spagna Torneo a squadre misto 23 000 000 $ - Cemento (i) - 24 squadre (RR)                | Rinviata al 2021 per via della pandemia di COVID-19.     |

## Distribuzione punti
| Categoria                       | W     | F     | SF   | QF                                    | R16                                   | R32                                   | R64                                   | R128                                  | Q                                     | Q3                                    | Q2                                    | Q1                                    |
| Grand Slam (S)                  | 2000  | 1200  | 720  | 360                                   | 180                                   | 90                                    | 45                                    | 10                                    | 25                                    | 16                                    | 8                                     | 0                                     |
| Grand Slam (D)                  | 2000  | 1200  | 720  | 360                                   | 180                                   | 90                                    | 0                                     | –                                     | 25                                    | –                                     | 0                                     | 0                                     |
| ATP Finals (8S/8D)              | 1500* | 1000* | 600* | (+80 per match del round robin vinto) | (+80 per match del round robin vinto) | (+80 per match del round robin vinto) | (+80 per match del round robin vinto) | (+80 per match del round robin vinto) | (+80 per match del round robin vinto) | (+80 per match del round robin vinto) | (+80 per match del round robin vinto) | (+80 per match del round robin vinto) |
| ATP Tour Masters 1000 (96S)     | 1000  | 600   | 360  | 180                                   | 90                                    | 45                                    | 25                                    | 10                                    | 16                                    | –                                     | 8                                     | 0                                     |
| ATP Tour Masters 1000 (56S/48S) | 1000  | 600   | 360  | 180                                   | 90                                    | 45                                    | 10                                    | –                                     | 25                                    | –                                     | 16                                    | 0                                     |
| ATP Tour Masters 1000 (32D)     | 1000  | 600   | 360  | 180                                   | 90                                    | 0                                     | –                                     | –                                     | –                                     | –                                     | –                                     | –                                     |
| ATP Tour 500 (48S)              | 500   | 300   | 180  | 90                                    | 45                                    | 20                                    | 0                                     | –                                     | 10                                    | –                                     | 4                                     | 0                                     |
| ATP Tour 500 (32S)              | 500   | 300   | 180  | 90                                    | 45                                    | 0                                     | –                                     | –                                     | 20                                    | –                                     | 10                                    | 0                                     |
| ATP Tour 500 (16D)              | 500   | 300   | 180  | 90                                    | 0                                     | –                                     | –                                     | –                                     | 45                                    | –                                     | 25                                    | 0                                     |
| ATP Tour 250 (48S)              | 250   | 150   | 90   | 45                                    | 20                                    | 10                                    | 0                                     | –                                     | 5                                     | –                                     | 3                                     | 0                                     |
| ATP Tour 250 (32S/28S)          | 250   | 150   | 90   | 45                                    | 20                                    | 0                                     | –                                     | –                                     | 12                                    | –                                     | 6                                     | 0                                     |
| ATP Tour 250 (16D)              | 250   | 150   | 90   | 45                                    | 0                                     | –                                     | –                                     | –                                     | –                                     | –                                     | –                                     | –                                     |

*Quota punti vinta con nessuna partita persa nel round robin.

## Ranking a fine anno
Nelle tabelle riportate sono presenti i primi dieci tennisti a fine stagione.

### Singolare
| #   | Giocatore          | Punti  | Rank. 2019 | /       |
| 1.  | Novak Đoković      | 12.030 | 2          | 1       |
| 2.  | Rafael Nadal       | 9.850  | 1          | 1       |
| 3.  | Dominic Thiem      | 9.125  | 4          | 1       |
| 4.  | Daniil Medvedev    | 8.470  | 5          | 1       |
| 5.  | Roger Federer      | 6.630  | 3          | 2       |
| 6.  | Stefanos Tsitsipas | 5.925  | 6          | Stabile |
| 7.  | Alexander Zverev   | 5.525  | 7          | Stabile |
| 8.  | Andrej Rublëv      | 4.119  | 23         | 15      |
| 9.  | Diego Schwartzman  | 3.455  | 13         | 4       |
| 10. | Matteo Berrettini  | 3.075  | 8          | 2       |

Nel corso della stagione due tennisti hanno occupato la prima posizione:
- Nadal = fine 2019 – 2 febbraio 2020
- Djokovic = 3 febbraio – fine anno

### Doppio
| #   | Giocatore            | Punti | Rank. 2019 | /       |
| 1.  | Juan Sebastián Cabal | 8.530 | 1          | Stabile |
| 2.  | Robert Farah         | 8.440 | 1          | 1       |
| 3.  | Horacio Zeballos     | 7.180 | 4          | 1       |
| 4.  | Mate Pavić           | 6.950 | 17         | 13      |
| 5.  | Wesley Koolhof       | 6.590 | 18         | 13      |
| 6.  | Nicolas Mahut        | 6.430 | 3          | 3       |
| 7.  | Bruno Soares         | 6.430 | 21         | 14      |
| 8.  | Nikola Mektić        | 6.330 | 14         | 6       |
| 9.  | Marcel Granollers    | 5.775 | 26         | 17      |
| 10. | Łukasz Kubot         | 5.700 | 5          | 5       |
| 10. | Marcelo Melo         | 5.700 | 7          | 3       |

 Cabal ha occupato la prima posizione per tutta la durata della stagione:
- in coppia con  Farah da fine 2019 al 2 febbraio 2020
- autonomamente dal 3 febbraio fino al termine dell'anno.